# No Turning Back: Live
No Turning Back: Live é o primeiro álbum ao vivo da banda DeGarmo and Key, lançado em 1982.
O álbum faz uma releitura dos maiores sucessos dos três primeiros trabalhos da banda.

## Faixas

### Disco 1
1. "Light of the World"
2. "Go Tell Them
3. "Stella, This Ain't Hollywood"
4. "When He Comes Back"
5. "Jericho"
6. "Alleyways of Strife"
7. "Mary"
8. "Wayfaring Stranger"
9. "Bass Solo"
10. "Enchiridion"
11. "Long Distance Runner"
12. "Matter of Time"

### Disco 2
1. "Emmanuel"
2. "Oklahoma Blues"
3. "Preacher (I'll Need a Friend)"
4. "Over and Over"
5. "Let Him Help You Today"
6. "Love One Another"
7. "I Have Decided"